# Eucalyptus cinerea
Евкаліпт попелястий (Eucalýptus cinérea) — вічнозелене дерево, вид роду Евкаліпт (Eucalyptus) родини Миртові (Myrtaceae).
В Австралії росте в штатах Новий Південний Уельс і Вікторія, піднімаючись на висоту до 600 м над рівнем моря. На Чорноморському узбережжі Кавказу цей вид зустрічається в садах і парках від Сочі до Батумі.
Добре росте на помірно вологих, алювіальних і червононоземних ґрунтах. На сирих, глинистих схилах зростання уповільнене. На бідних і сухих ґрунтах росте повільно і кущувато.
За 10 років досягає, в середньому, висоти в 10-12 м, при діаметрі стовбура 15-30 см. На батьківщині дорослі дерева досягають висоти в 15 м, на Чорноморському узбережжі Кавказу висота дерев досягає 20-25 (до 30) м, при діаметрі стовбура 60-70 см.
Деревина червонувата, за фізико-механічними властивостями не
поступається деревині дуба.
Цінна як красиве, морозостійке, декоративне дерево з вічнозеленим сизим листям.
Листя містять 1,2 % ефірної олії, що складається з цинеолу (54-85 %), пінену, ефірів, альдегідів і сесквітерпенів.